# Алымов, Сергей Яковлевич
Серге́й Я́ковлевич Алы́мов (24 марта [5 апреля] 1892, Боромля, Харьковская губерния — 29 апреля 1948, Москва) — русский советский поэт, переводчик, редактор; участник Великой Отечественной войны.

## Биография
Родился 24 марта (5 апреля) 1892 года в Боромле (ныне Тростянецкий район Сумской области, Украина). Учился в Харьковском коммерческом училище, курса не окончил. В 1911 году за участие в революционной деятельности сослан в Енисейскую губернию «на вечное поселение», откуда через несколько месяцев бежал в Китай.
Побывал в Шанхае, жил также в Японии, Корее, Австралии. В австралийском городе Брисбен Сергей Алымов перепробовал разные профессии. Именно в Брисбене Алымов нашёл своё будущее призвание.
С 1917 года поселился в Харбине. В начале 1920-х годов активно участвовал в литературной жизни Владивостока и Харбина, примкнув к дальневосточной футуристической группе «Творчество». По воспоминаниям Ю. В. Крузенштерн-Петерец, «стал кумиром харбинской молодёжи». Печатался в Шанхае («Шанхайская газета»), в Харбине («Рупор» — некоторое время был её редактором, «Вестник Маньчжурии»). С 1922 года работал секретарем в советской газете «Трибуна» и там же печатал свои стихи и фельетоны. С 1925 года являлся постоянным сотрудником газеты «Копейка».
Писал стихи и статьи, посвященные Советской России и Ленину. Занимался переводами старинной японской поэзии. Книга умеренно футуристических стихов (в духе Северянина) «Киоск нежности» вышла в 1920 году; в дальнейшем выпустил ещё ряд книг («Оклик мира», «Арфа без молний» и др.).
Во второй половине 1920-х годах переселился в Москву, но в начале 1930-х был отправлен в исправительно-трудовой лагерь «Беломорско-Балтийский канал имени Сталина», где попал в культурно-воспитательный отдел (КВО). В лагере Алымов редактировал газету для заключённых «Перековка», писал заметки и стихи, составил словарь блатного жаргона; сохранились его письма жене, Марии Федоровне Корниловой. В 1933 году Алымова ввели в состав группы советских писателей, перед которыми поставили задачу написать книгу о строительстве Беломорско-Балтийского канала, вышедшей в 1934 году под названием «Канал имени Сталина». Благодаря заслугам в деле перевоспитания заключённых, Алымова досрочно освобождают.

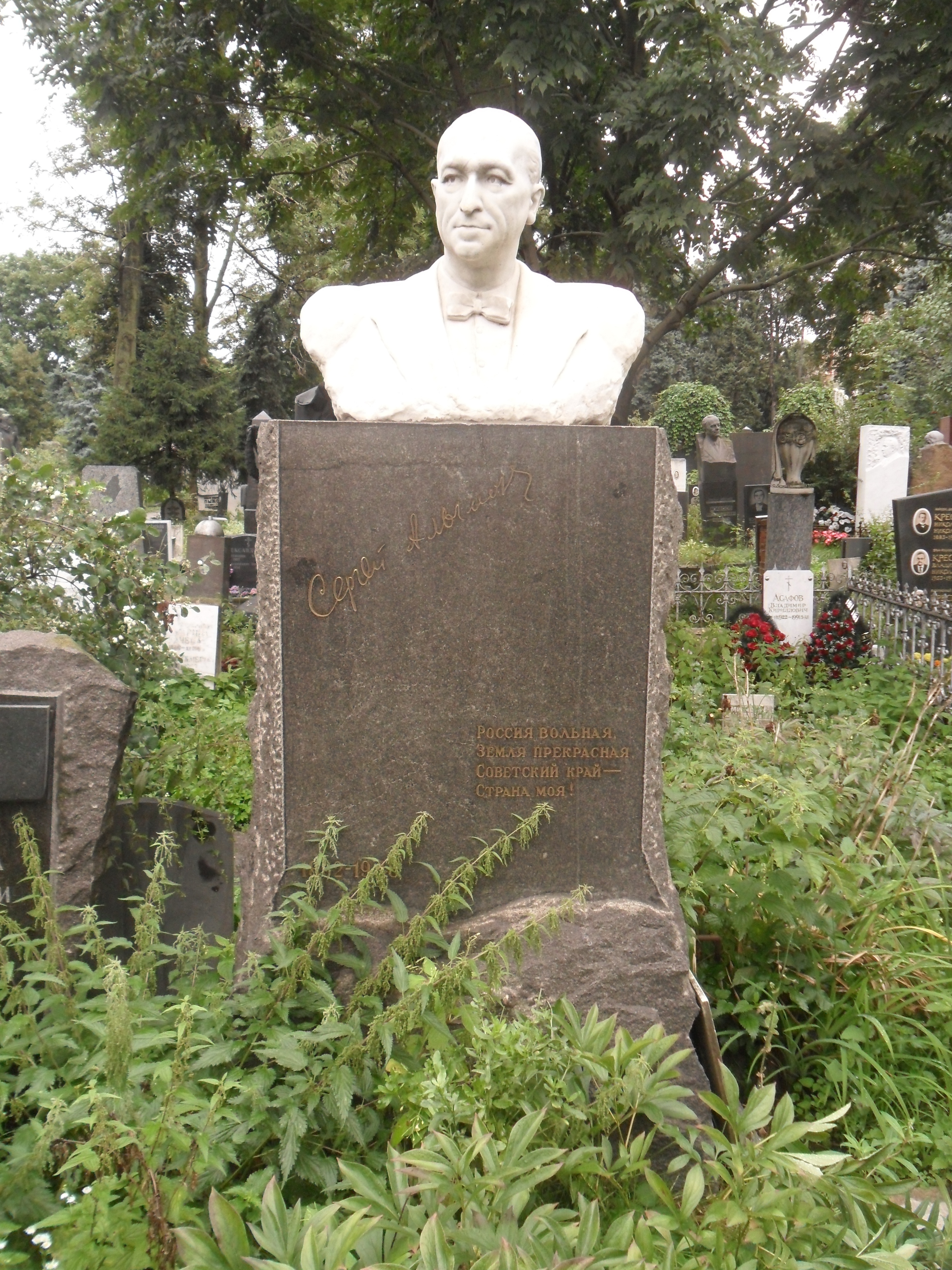
Могила Алымова на Новодевичьем кладбище.

После возвращения в Москву в конце 1931 (А. Авдеенко свидетельствует в мемуарах, что в августе 1933 Алымов был ещё на Беломорканале) Алымов писал преимущественно тексты советских патриотических песен; наиболее известные из них — «Вася-Василёк» («Что ты, Вася, приуныл, голову повесил…», 1940), «Хороши весной в саду цветочки», «Краснофлотский марш». Алымову принадлежит также литературная обработка песни «По долинам и по взгорьям», написанной П. С. Парфёновым. В 1934 году Алымов написал тексты песен для фильма «Заключённые» о перевоспитании преступников, направленных отбывать наказание на строительство Беломорканала, снятого по пьесе Н. Ф. Погодина «Аристократы». В 1940 году Алымов начал сотрудничество с ВМФ в Севастополе, где пробыл до 1942 года. После освобождения Севастополя Алымов участвовал в работе фронтовых бригад. По воспоминаниям М. Е. Катукова Алымов встречал Новый 1942 год с гвардейцами под Волоколамском, читал свои стихи. Награждён медалью «За победу над Германией в Великой Отечественной войне 1941—1945 гг.»
Погиб в автодорожном происшествии 29 апреля 1948 года. Посмертно было издано «Избранное» (М., 1953).
В его честь назван был пароход «Сергей Алымов», ходивший по Волге, примерно с 1982 года он был поставлен на берег в селе Елшанка Воскресенского района Саратовской области и использовался, как гостиница на турбазе отдыха ПО «Югтрансгаз».
Брат — Алымов, Андрей Яковлевич (1893—1965) — эпидемиолог, генерал-майор медицинской службы, член-корреспондент АМН СССР.

## Награды
- орден Красной Звезды
- орден «Знак Почёта» (31.01.1939)[3]
- медали

## Изданные сборники стихов и песен
- Киоск нежности. — Харбин: Окно, 1920.
- Оклик мира. — Харбин: Окно, 1921.
- Песни. — Москва: Советский писатель, 1939.
- Всё для победы! — Москва: Советский писатель, 1942.
- Этих дней не смолкнет слава. — Ленинград: Военмориздат, 1946.
- Песни. — Москва: Музгиз, 1948.
- Стихи и песни. — Москва: Советский писатель, 1949.
- Избранное. — Москва: Воениздат, 1953.